# Yūsuke Tanaka (futbolista nacido en abril de 1986)
Yūsuke Tanaka (田中 裕介 Tanaka Yūsuke?,  nacido el 14 de abril de 1986 en Hachiōji, Tokio) es un futbolista japonés. Juega de defensa.

## Clubes
| Club                     | País      | Año         | Partidos | Goles |
| ------------------------ | --------- | ----------- | -------- | ----- |
| Toko Gakuen High School  | Japón     | ¿?- 2004    | ¿?       | ¿?    |
| Yokohama F. Marinos      | Japón     | 2005 - 2010 | 123      | 15    |
| Kawasaki Frontale        | Japón     | 2011 - 2014 | 156      | 9     |
| Western Sydney Wanderers | Australia | 2014 - 2015 | 15       | 0     |
| Cerezo Osaka             | Japón     | 2015 - 2018 |          |       |
| Fagiano Okayama          | Japón     | 2019 - 2022 |          |       |

- Datos: Q1573716
- Multimedia: Yūsuke Tanaka (footballer, born April 1986) / Q1573716